# Rachel Corrie

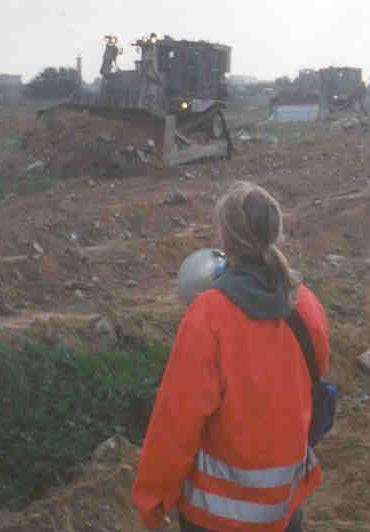
Rachel Corrie in protest tegen bulldozers

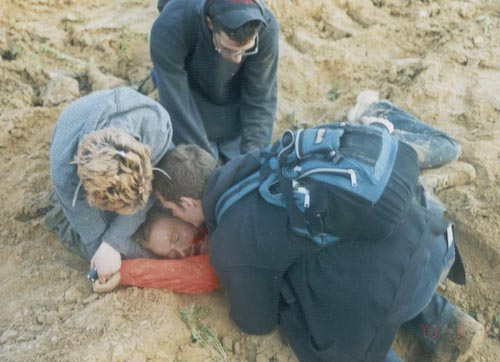
Rachel Corrie nadat ze is overreden

Rachel Corrie (Olympia (Washington), 10 april 1979 – Rafah, 16 maart 2003) was een Amerikaanse vredesactiviste. Zij kwam in 2003 om het leven in de Gazastrook bij een protestactie tegen de Israëlische bezetting.

## Biografie
Corrie groeide op in Olympia en studeerde hier aan het Evergreen State College, waar ze met de pro-Palestijnse groep Olympians for Peace and Solidarity vredesevenementen organiseerde.
Later werd ze lid van de International Solidarity Movement (ISM), waar de lokale groep mee sympathiseerde. Hiervoor vertrok Corrie op 18 januari 2003 naar Rafah. Een belangrijk doel was het starten van een partnerstedenrelatie tussen Rafah en Olympia.
In e-mails aan haar ouders beschreef ze het geweld en de verwoestingen in Gaza, uitgevoerd door het Israëlische defensieleger (IDF), met behulp van tanks, bulldozers en scherpschutters. Haar laatste bericht was van 27 februari 2003, waarin ze de verwoesting van 602 huizen beschreef. Het Israëlische leger zei dat het daarbij doelde op verdachte militanten, maar zij zei getuige te zijn geweest van 'genocide'.

### Dood
Op 16 maart 2003 stelde zij zich samen met andere activisten op voor een huis in Rafah dat het IDF wilde platwalsen. Ze werd hierbij omvergereden door een Caterpillar D9R, een militaire bulldozer. Corrie overleed aan haar verwondingen in het ziekenhuis.
Volgens omstanders was er sprake van een moedwillige actie van de kant van het leger. Het Israëlische tweede televisienet wijdde een programma aan het incident. Volgens een onderzoek van het Israëlische leger zelf was het een ongeluk, omdat de bestuurder de activiste niet gezien zou hebben.

## Rechtszaken
In de Verenigde Staten hebben de ouders van Rachel Corrie rechtszaken aangespannen vanwege de rol van de VS die Caterpillars financierde voor het Israëlisch Defensieleger wetende dat deze gebruikt worden bij de verwoesting van huizen in de Gazastrook en op de Westelijke Jordaanoever in strijd met het internationaal recht.
Tot aan 2015 hebben ze via rechtszaken gepoogd Israël aansprakelijk te stellen voor haar dood.
In 2010 begonnen de verhoren. Getuigen verklaarden dat Rachel duidelijk zichtbaar was en dat activisten naar de bulldozer schreeuwden om te stoppen, nog voordat deze Corrie raakte. Op 28 augustus 2012 wees een Israëlische rechtbank in Haifa een door de familie geëiste schadevergoeding af, omdat opzet niet werd bewezen. Zowel Amnesty International als de ouders van Corrie waren van mening dat er onvoldoende onafhankelijk onderzoek was gedaan naar de oorzaak.
Voormalig Rapporteur van Mensenrechtenraad van de Verenigde Naties betreurde de uitslag gezien Israëls staatsgeweld. Jimmy Carter, voormalig president van de VS zei dat de beslissing van de rechtbank een klimaat van straffeloosheid bevestigt dat mensenrechtenschendingen door Israël tegen Palestijnse burgers in de door Israël bezette gebieden faciliteert.
De ouders besloten in beroep te gaan bij het Hooggerechtshof van Israël, die uiteindelijk op 21 mei 2014 het beroep verwierp en bleef bij de uitspraak van het districtsgerechtshof over de omstandigheden van Rachels dood. Daarmee was het IDF vrijgepleit van wangedrag.

## Varia
- In 2008 speelde het Noord Nederlands Toneel Mijn naam is Rachel Corrie onder regie van Laura van Dolron.